# Agonita mauliki
Agonita mauliki es un coleóptero de la familia Chrysomelidae.
Fue descrita científicamente por primera vez en 1920 por Gestro.